# Proteopharmacis clara
Proteopharmacis clara là một loài bướm đêm trong họ Geometridae.